# Ja’akow Ne’eman
Ja’akow Ne’eman (hebr.: יעקב נאמן, ang.: Yaakov Neeman, ur. 16 września 1939 w Tel Awiwie, zm. 1 stycznia 2017 w Jerozolimie) – izraelski prawnik, wykładowca i polityk, w 1996 oraz latach 2009–2013 minister sprawiedliwości, w latach 1997–1998 minister finansów.

## Życiorys
Urodził się 16 września 1939 w rodzinie religijnych syjonistów w Tel Awiwie w ówczesnym Brytyjskim Mandacie Palestyny. Uczył się w jesziwie, a następnie służył w wojsku. W latach 1961–1964 studiował prawo na Uniwersytecie Hebrajskim w Jerozolimie, naukę zakończył zdobyciem bakalaureatu. Następnie na New York University zdobył tytuł LLM.
Od 1966 roku był członkiem Izraelskiej Izby Adwokackiej, w 1968 na nowojorskiej uczelni uzyskał doktorat nauk prawnych. Od tego czasu pracował jako adwokat oraz wykładowca stając się jednym z najwybitniejszych izraelskich prawników. W 1972 założył kancelarię prawniczą wspólnie z Chaimem Herzogiem – przyszłym prezydentem Izraela z ramienia Partii Pracy. W latach 1972–1974 zasiadał w komisji poprawy prawa podatkowego. W 1976 jako profesor wizytujący wykładał prawo na Uniwersytecie Kalifornijskim w Los Angeles. W latach 1977–1978 był przewodniczącym  komisji do zbadania relacji pomiędzy prawem podatkowym i ograniczeniami walutowymi oraz członkiem publicznej komisji dotyczącej izraelskich samorządów. W latach 1977–1979 wykładał prawo na Uniwersytecie Telawiwskim oraz był członkiem Rady Gubernatorów Banku Izraela. Od 1979 do 1981 był dyrektorem generalnym w ministerstwie finansów, gdy ministrem w rządzie Menachema Begina był Jigga’el Hurwic. W latach 1989–1990 wykładał prawo na New York University, a w 1990 na Uniwersytecie Hebrajskim. W 1991 był członkiem komisji śledczej w sprawie afery na Wzgórzu Świątynnym, a w latach 1991–1992 pracował w komisji ds. alokacji przy Ministerstwie Spraw Publicznych. W 1992 ponownie został członkiem Rady Gubernatorów Banku Izraela i był nim aż do śmierci. W 1994 powrócił jako profesor wizytujący na Uniwersytet Hebrajski.

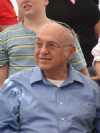
Ja’akow Ne’eman (2007)

Nigdy nie był członkiem Knesetu, trzykrotnie jednak pełnił funkcje ministerialne w rządach Likudu. 18 czerwca 1996 został, jako polityk bezpartyjny, ministrem sprawiedliwości w I rządzie Binjamina Netanjahu. Obowiązki pełnił przez niespełna dwa miesiące do 10 sierpnia, kiedy zastąpił go sam Netanjahu. W kolejnym roku powrócił do rządu, obejmując 9 lipca tekę ministra finansów. Pozostał na stanowisku do 18 grudnia 1998. Zarówno jego poprzednikiem jak i następcą na tym stanowisku był premier.
Był członkiem komitetu centralnego Banku Światowego.
Po stworzeniu przez Netanjahu nowej koalicji wyborczej po wyborach w 2009 roku Ne’eman wszedł w skład jego drugiego rządu – przez całą kadencję – od 31 marca 2009 do 18 marca 2013 pełnił funkcję ministra sprawiedliwości.
Zmarł 1 stycznia 2017 w Jerozolimie

## Życie prywatne
Był żonaty, miał sześcioro dzieci.

## Publikacje
Był autorem i redaktorem siedmiu książek oraz przeszło trzydziestu artykułów poświęconych głównie prawu fiskalnemu oraz papierom wartościowym. Jego książki były publikowane zarówno w Izraelu jak i poza jego granicami